# Thalassonomosaurus
Genre
Thalassonomosaurus est un genre fossile de plésiosaures de la famille des Elasmosauridae.
Selon Paleobiology Database en 2024, il n'y a plus d'espèce référencée dans ce genre. Ce genre a aussi été déclaré synonyme de Styxosaurus, en 1999 par K. Carpenter mais Paleobiology Database a laissé ouverte cette fiche de genre.

## Historique
Le genre Thalassonomosaurus est décrit en 1943 par le paléontologue américain Samuel Paul Welles (1907-1997),.

### Famille
Le genre Thalassonomosaurus est classé dans la famille des Elasmosauridae en 1943 par l'auteur Samuel Paul Welles,.

### Synonyme
Ce genre a aussi été déclaré synonyme de Styxosaurus, en 1999 par K. Carpenter mais Paleobiology Database a laissé ouverte cette fiche de genre.

### Nomen dubium
L'espèce Thalassonomosaurus nobilis (Williston, 1906) initialement décrite sous le basionyme Elasmosaurus nobilis Williston, 1906 est considérée comme un nomen dubium d'Elasmosauridae par Storrs en 1999.
L'espèce Elasmosaurus marshii Williston, 1906 est renommée Thalassonomosaurus marshii (Williston, 1906) en 1943 par Welles, puis décarée nomen vanum par Welles en 1962, déclarée synonyme de Styxosaurus snowii en 1999 par Carpenter et déclarée nomen dubium de Styxosaurus en 1999 par Storrs.

## Espèce restante
Selon Paleobiology Database en 2024, il n'y a plus d'espèce référencée dans ce genre.

### Publication originale
- [1943] (en) Samuel Paul Welles, « Elasmosaurid plesiosaurs with description of new material from California and Colorado », Memoirs of the University of California, vol. 13, no 3,‎ 1943, p. 125-254, 37 figures et 18 planches (lire en ligne).